# زاغان سفلی
زاغان سفلی، روستایی از توابع بخش کلیائی شهرستان سنقر در استان کرمانشاه ایران است.
این روستا دارای امکانات اینترنت 4/5G برق آب و گاز است و دارای خانه بهداشت ، پایگاه بسیج ، چند مدرسه ، دهیاری ، مسجد و ... می باشد و تماما آسفالت و جدول کشی میباشد و دارای تعدادی سوپرمارکت میباشد و ده ها چشمه و مکان های گردشگری فراوانی دارد که یکی ازآن ها کوه سایه علی که ۲۸۰۰ متر ارتفاع دارد ومکان های باستانی هم میتوان به تپه شخص که مربوط به دوره اشکانیان هست وقدمتش ۱۷۰۰سال است نام برد وچندین جاذبه گردشگری دیگر 
قهرمانان ورزشی :
روستای زاغان سفلی دارای قهرمانان ورزشی متعدد میباشد که میتوان به ابوالفضل سلطانیان اشاره کرد که قهرمان کشتی میباشد و دارای سابقه قابل توجه بدنسازی و کمربند های کیوکوشین کاراته میباشد

## جمعیت
این روستا در دهستان آگاهان قرار دارد و براساس سرشماری مرکز آمار ایران در سال ۱۳۸۵، جمعیت آن ۲۸۶ نفر (۶۳خانوار) بوده‌است.